# Ammotrechella apejii
Espèce
Ammotrechella apejii est une espèce de solifuges de la famille des Ammotrechidae.

## Distribution
Cette espèce est endémique de Jamaïque.

## Description
Les mâles mesurent de 10,5 à 12,0 mm.

## Étymologie
Cette espèce est nommée en l'honneur de Samuel A. Apeji.

## Publication originale
- Muma, 1971 : A new Ammotrechella Roewer (Solpugida: Ammotrechidae) from Jamaica. The Florida Entomologist, vol. 54, no 1, p. 97-99.